# آزاده معاونی
آزاده معاونی روزنامه‌نگار و نویسنده ایرانی آمریکایی متولد ۱۹۷۶ در پالو آلتو، کالیفرنیا است.

## سابقه فعالیت
آزاده مدتی برای مجله تایمز و در مورد خاورمیانه می‌نوشت و بعد از آن برای پوشش جنگ عراق برای لس آنجلس تایمز کار کرد. او مسائل حقوق زنان و جنگ را پوشش میدهد.  با گروه بین‌المللی بحران همکاری دارد و در دانشگاه نیویورک درباره‌ی روزنامه‌نگاری سخنرانی میکند.   چهار کتاب  نوشته است از جمله کتاب پرفروش جهاد رژ لب و مهمان‌خانه‌ی بیوه‌های جوان که برای چندین جایزه نامزد شده بود. او با نیویورک تایمز و گارین و نقد کتاب لندن نیز همکاری دارد.